# Nesocrambe socotrana
Nesocrambe socotrana là một loài thực vật có hoa thuộc họ Brassicaceae.
Loài này chỉ có ở Yemen.
Môi trường sống tự nhiên của chúng là vùng nhiều đá.